# Gorni Bogrov
Gorni Bogrov (în bulgară Горни Богров) este un sat în comuna Stolicina, regiunea Sofia-capitala,  Bulgaria. 

## Demografie
Componența etnică a satului Gorni Bogrov
     Romi (2,26%)
     Bulgari (86,43%)
     Nicio identificare (10,63%)
     Altele (0,67%)
La recensământul din 2011, populația satului Gorni Bogrov era de 1.194 locuitori. Din punct de vedere etnic, majoritatea locuitorilor (86,43%) erau bulgari, cu o minoritate de romi (2,26%). Pentru 10,63% din locuitori nu este cunoscută apartenența etnică.